# Euphyia diffusa
Euphyia diffusa là một loài bướm đêm trong họ Geometridae.